# Adem Rejaibi
Adem Rejaibi ou Adam Rejaibi (arabe : آدم رجايبي), né le 5 avril 1994 à Bizerte, est un footballeur tunisien évoluant au poste d'ailier gauche ou de second attaquant.

## Parcours professionnel
Le 28 février 2014, il est annoncé dans la liste des 23 joueurs sélectionnés afin de disputer un match amical contre la Colombie le 5 mars au stade Cornellà-El Prat.

## Palmarès
- Vainqueur du championnat de Tunisie en 2017, 2018 et 2019 avec l'Espérance sportive de Tunis
- Vainqueur de la coupe de Tunisie en 2013 avec le Club athlétique bizertin et en 2016 avec l'Espérance sportive de Tunis
- Vainqueur du championnat arabe des clubs en 2017 avec l'Espérance sportive de Tunis
- Vainqueur de la Ligue des champions de la CAF en 2018 avec l'Espérance sportive de Tunis

## Statistiques
| Saison                | Club                  | Championnat           | Championnat | Championnat | Coupe(s) nationale(s) | Coupe(s) nationale(s) | Supercoupe | Supercoupe | Compétition(s) continentale(s) | Compétition(s) continentale(s) | Compétition(s) continentale(s) | Total | Total |
| Saison                | Club                  | Division              | M.          | B.          | M.                    | B.                    | M.         | B.         | Comp.                          | M.                             | B.                             | M.    | B.    |
| 2011-2012             | CA Bizerte            | 1                     | 14          | 3           | 0                     | 0                     | -          | -          | -                              | -                              | -                              | 14    | 3     |
| 2012-2013             | CA Bizerte            | 1                     | 11          | 2           | 2                     | 3                     | -          | -          | C1                             | 3                              | 0                              | 16    | 5     |
| 2013-2014             | CA Bizerte            | 1                     | 25          | 6           | 0                     | 0                     | 0          | 0          | -                              | -                              | -                              | 25    | 6     |
| 2014-2015             | CA Bizerte            | 1                     | 27          | 5           | 0                     | 0                     | 0          | 0          | -                              | -                              | -                              | 27    | 5     |
| 2015-2016             | ES Tunis              | 1                     | 24          | 7           | 4                     | 1                     | 0          | 0          | -                              | -                              | -                              | 28    | 8     |
| 2016-2017             | ES Tunis              | 1                     | 15          | 1           | 3                     | 1                     | 0          | 0          | -                              | 2                              | -                              | 20    | 2     |
| 2017-2018             | ES Tunis              | 1                     | 3           | 1           | 0                     | 0                     | 0          | 0          | -                              | 1                              | -                              | 4     | 1     |
| 2018-2019             | ES Tunis              | 1                     | 10          | 3           | 0                     | 0                     | 0          | 0          | FIFA 2018                      | 3                              | 1                              | 13    | 4     |
| 2019-2020             | CA Bizerte            | 1                     | 9           | 1           | 2                     | 1                     | 0          | 0          | -                              | -                              | -                              | 11    | 2     |
| 2020-2021             | US Ben Guerdane       | 1                     | 8           | 0           | 1                     | 0                     | 0          | 0          | -                              | -                              | -                              | 9     | 0     |
| 2021-2022             | US Ben Guerdane       | 1                     | 11          | 0           | 3                     | 0                     | 0          | 0          | CC 2021                        | 4                              | 0                              | 18    | 0     |
| Sous-total            | Sous-total            | Sous-total            | 157         | 29          | 15                    | 6                     | 0          | 0          | -                              | 13                             | 1                              | 185   | 36    |
| 2022-2022             | Al-Sharq Club (en)    | 3                     | 10          | 3           | 0                     | 0                     | 0          | 0          | -                              | -                              | -                              | 10    | 3     |
| Sous-total            | Sous-total            | Sous-total            | 10          | 3           | 0                     | 0                     | 0          | 0          | -                              | 0                              | 0                              | 10    | 3     |
| Total sur la carrière | Total sur la carrière | Total sur la carrière | 164         | 32          | 15                    | 6                     | 0          | 0          | -                              | 13                             | 1                              | 192   | 39    |